# هاري هانسن (مؤرخ)
هاري هانسن (بالإنجليزية: Harry Hansen)‏ هو مؤرخ أمريكي، ولد في 26 ديسمبر 1884 في دافنبورت في الولايات المتحدة، وتوفي في 3 يناير 1977.